# Bodufolhudhoo
Bodufolhudhoo är en ö i Ariatollen i Maldiverna. Den ligger i den västra delen av landet, 80 km väster om huvudstaden Malé. Den tillhör den administrativa atollen Alif Alif. 